# بلندی ایدریزی
بِلِندی ایدریزی (زاده ۲ مه ۱۹۹۸) یک فوتبالیست اهل کوزوو است که در پست هافبک هجومی برای تیم شالکه ۰۴ در بوندسلیگا ۲ آلمان و تیم ملی کوزوو بازی می‌کند.